# Diangokro
Diangokro  è una città e sottoprefettura della Costa d'Avorio appartenente al dipartimento di Dimbokro. Conta una popolazione di 10 451 abitanti (censimento 2014).